# Minas Tênis Clube 2022-2023 (pallavolo femminile)
Questa voce raccoglie le informazioni riguardanti il Minas Tênis Clube nella stagione 2022-2023.

## Stagione
Il Minas Tênis Clube utilizza la denominazione sponsorizzata Gerdau/Minas nella stagione 2022-23.
Partecipa alla Superliga Série A, ottenendo un terzo posto al termine della regular season: ai play-off scudetto elimina il Bauru ai quarti di finale e l'Osasco in semifinale, prima di essere sconfitto in finale dal Praia Clube, chiudendo con un secondo posto finale. Nelle altre competizioni nazionali, dopo aver perso la finale di Supercoppa brasiliana contro il Bauru, si aggiudica la Coppa del Brasile sconfiggendo una dopo l'altro il Pinheiros, il Rio de Janeiro e il Praia Clube.
In ambito locale conquista il suo ottavo Campionato Mineiro, mentre a livello internazionale partecipa al campionato mondiale, dove si spinge fino in semifinale, sconfitto dall'Imoco, perdendo in seguito anche la finale per il terzo posto contro l'Eczacıbaşı; al campionato sudamericano raggiunge invece la finale, perdendo il classico contro il Praia Clube.

## Organigramma societario
Area direttiva
- Presidente: Ricardo Vieira Santiago

Area tecnica
- Allenatore: Nicola Negro
- Assistente allenatore: Rodrigo Fuentealba
- Preparatore atletico: Alexandre Ferreira

Area sanitaria
- Fisioterapista: Amanda Teixeira

## Rosa
| N° | Nome               | Ruolo | Data di nascita  | Nazionalità sportiva |
| -- | ------------------ | ----- | ---------------- | -------------------- |
| 1  | Isa Bento          | L     | 12 febbraio 2005 | Brasile              |
| 2  | Caroline Gattaz    | C     | 27 luglio 1981   | Brasile              |
| 3  | Giovana Pires      | C     | 18 ottobre 2007  | Brasile              |
| 4  | Yonkaira Peña      | S     | 10 maggio 1993   | Rep. Dominicana      |
| 5  | Priscila Daroit    | S     | 10 agosto 1988   | Brasile              |
| 6  | Thaísa de Menezes  | C     | 15 maggio 1987   | Brasile              |
| 7  | Nyeme Costa        | L     | 11 ottobre 1998  | Brasile              |
| 8  | Júlia Kudiess      | C     | 2 gennaio 2003   | Brasile              |
| 9  | Kisy do Nascimento | O     | 28 gennaio 2000  | Brasile              |
| 11 | Priscila Heldes    | P     | 27 marzo 1992    | Brasile              |
| 12 | Larissa Fortes     | L     | 16 agosto 2004   | Brasile              |
| 13 | Jackeline Moreno   | P     | 30 dicembre 1999 | Brasile              |
| 14 | Luiza Vicente      | S     | 22 luglio 2004   | Brasile              |
| 15 | Larissa Mendes     | P     | 3 marzo 2005     | Brasile              |
| 16 | Priscila Souza     | S     | 29 ottobre 1987  | Brasile              |
| 18 | Rebeca Silva       | C     | 21 aprile 2004   | Brasile              |

## Statistiche

### Statistiche di squadra
| Competizione            | Punti | In casa | In casa | In casa | In trasferta | In trasferta | In trasferta | Totale | Totale | Totale |
| Competizione            | Punti | G       | V       | P       | G            | V            | P            | G      | V      | P      |
| ----------------------- | ----- | ------- | ------- | ------- | ------------ | ------------ | ------------ | ------ | ------ | ------ |
| Superliga Série A       | 46    | 13      | 10      | 3       | 13           | 10           | 3            | 27     | 20     | 7      |
| Coppa del Brasile       | -     | 1       | 1       | 0       | 0            | 0            | 0            | 3      | 3      | 0      |
| Supercoppa brasiliana   | -     | -       | -       | -       | -            | -            | -            | 1      | 0      | 1      |
| Campionato sudamericano | 9     | -       | -       | -       | -            | -            | -            | 5      | 4      | 1      |
| Campionato mondiale     | 3     | -       | -       | -       | -            | -            | -            | 4      | 1      | 3      |
| Totale                  | -     | 14      | 11      | 3       | 13           | 10           | 3            | 40     | 38     | 12     |

### Statistiche dei giocatori
| Giocatrice       | Superliga Série A | Superliga Série A | Superliga Série A | Superliga Série A | Superliga Série A | Campionato mondiale | Campionato mondiale | Campionato mondiale | Campionato mondiale | Campionato mondiale |
| Giocatrice       | P                 | PT                | AV                | MV                | BV                | P                   | PT                  | AV                  | MV                  | BV                  |
| ---------------- | ----------------- | ----------------- | ----------------- | ----------------- | ----------------- | ------------------- | ------------------- | ------------------- | ------------------- | ------------------- |
| I. Bento         | -                 | -                 | -                 | -                 | -                 | -                   | -                   | -                   | -                   | -                   |
| N. Costa         | 26                | 0                 | 0                 | 0                 | 0                 | 4                   | 0                   | 0                   | 0                   | 0                   |
| P. Daroit        | 22                | 200               | 168               | 17                | 15                | 3                   | 40                  | 33                  | 2                   | 5                   |
| T. de Menezes    | 26                | 291               | 190               | 75                | 26                | 4                   | 39                  | 27                  | 8                   | 4                   |
| K. do Nascimento | 27                | 425               | 341               | 65                | 19                | 4                   | 34                  | 30                  | 3                   | 1                   |
| L. Fortes        | 6                 | 0                 | 0                 | 0                 | 0                 | 1                   | 0                   | 0                   | 0                   | 0                   |
| C. Gattaz        | 14                | 120               | 90                | 22                | 8                 | 2                   | 13                  | 12                  | 1                   | 0                   |
| P. Heldes        | 27                | 37                | 12                | 15                | 10                | 3                   | 7                   | 1                   | 1                   | 5                   |
| J. Kudiess       | 21                | 164               | 104               | 46                | 14                | 4                   | 20                  | 9                   | 5                   | 6                   |
| L. Mendes        | 27                | 28                | 21                | 5                 | 2                 | 4                   | 4                   | 3                   | 1                   | 0                   |
| J. Moreno        | 27                | 9                 | 4                 | 0                 | 5                 | 4                   | 0                   | 0                   | 0                   | 0                   |
| Y. Peña          | 27                | 365               | 329               | 20                | 16                | 4                   | 35                  | 33                  | 1                   | 1                   |
| G. Pires         | 0                 | 0                 | 0                 | 0                 | 0                 | -                   | -                   | -                   | -                   | -                   |
| R. Silva         | 1                 | 0                 | 0                 | 0                 | 0                 | 0                   | 0                   | 0                   | 0                   | 0                   |
| P. Souza         | 20                | 64                | 58                | 3                 | 3                 | 3                   | 6                   | 5                   | 0                   | 1                   |
| L. Vicente       | 15                | 48                | 37                | 4                 | 8                 | 3                   | 2                   | 1                   | 1                   | 0                   |

P = presenze; PT = punti totali; AV = attacchi vincenti; MV = muri vincenti; BV = battute vincenti

NB: Non sono disponibili i dati relativi alla Coppa del Brasile, alla Supercoppa brasiliana, al campionato sudamericano e, di conseguenza, quelli totali.